# Раджа
Ра́джа (санскр. राज, IAST: rāja — «правитель») — индийский титул влиятельной особы, государя, князя или царя (в современных индийских языках, прежде всего, хинди, произносится чаще без последней «а» — rāj). Происходит, видимо, от санскритского корня «rāj» со значением «быть во главе чего-либо», а также «блестеть, сверкать». Цыганское «rai» («человек», «цыган-путешественник») также происходит от этого корня.
Слово заимствовано также рядом народов стран Азии, испытавшими влияние индийской культуры и религии — Индонезии, Малайзии, Таиланда и др.
В колониальный период титул раджа или махараджа (то есть «великий князь») носили наследственные правители большинства индийских княжеств, входивших в состав Британской Индии, наряду с землями, находившимися под прямым правлением Британской Короны. На момент получения Индией независимости на территории страны насчитывалось шестьсот одно княжество, среди которых были как огромные по территории и численности населения, такие как Хайдарабад, Гвалиор, Удайпур, так и совсем малые.
В женском роде титул звучит как ра́ни (или махарани — «великая княгиня / царица», санскр.) Использовалось также как наименование для супруги раджи.
В государствах, образовавшихся на территории Британской Индии — Индии, Пакистане и Бангладеш, потомки раджей лишены всех привилегий, однако в большинстве случаев сохраняют свои традиционные титулы. Имущество раджей в значительной степени было национализировано в 1950—1970-е годы.
В Малайзии титул раджей в настоящее время носят некоторые из правителей девяти монархических государственных образований, являющиеся субъектами малайзийской федерации.
На территории современной Индонезии титул издревле широко использовался правителями различных государств, однако по мере распространения на этой территории в XIII — XVI веках ислама и проникновения арабской и персидской лексики стал в большинстве случаев заменяться титулом «султан». Тем не менее «раджами» до сих пор именуются многие влиятельные племенные и общинные вожди (в особенности на Малых Зондских островах).
Кроме того, в современном индонезийском языке термин «раджа» полностью сохранил свой изначальный смысл.
Кроме того, «раджами» могут называться основатели религий либо выдающиеся религиозные деятели, жившие на территории современной Индии, напр., Будда или Махавира — «Дхарма-раджа» / «Царь Закона» (санскр.) (один из их многочисленных «титулов»).

## Галерея
- Сайяджирао III, махараджа княжества Барода, 1919 г.
- Бхагвант Сингх, махараджа княжества Гондал во время поездки в Англию на церемонию коронации Георга V, 1911 г.